# Louis Archinard
Louis Archinard (El Havre, 1850 - 1932) fue un general francés.
Realizó sus estudios en la École Polytechnique de la que salió el 10 de mayo de 1870 como subteniente y destinado al Regimiento de Artillería de Marina.
Después de una misión en la Cochinchina, entre 1876 y 1878, fue nombrado inspector de estudios del Politécnico antes de partir en 1880 al Sudán francés, a petición de Borgnis-Desbordes, para dirigir las operaciones militares de apoyo a la penetración colonialista.
De regreso a Francia, fue promovido a General de Brigada en abril de 1897, General de División y Comandante de la 32.ª división cantonada en Perpiñán. Fue nombrado miembro del Consejo Superior de la Guerra en 1911. En julio de 1914 recibió la Gran Cruz de la Legión de Honor. En 1917 se encargó de organizar el ejército polaco en Francia. En 1919 recibió la Medalla Militar.